# کیش‌لیپو
کیش‌لیپو (به مجاری:  Kislippó) یک منطقهٔ مسکونی در مجارستان است که در ناحیه شیکلوش واقع شده‌است. کیش‌لیپو ۸٫۳۷ کیلومتر مربع مساحت و ۲۷۳ نفر جمعیت دارد.